# 三津谷葉子
三津谷葉子（1984年11月8日—），日本女演員、女性模特兒，三津谷葉子1984年生於东京，后移居埼玉县新座市。
三津谷葉子她从小学一年级开始芭蕾舞，打算成为芭蕾舞演员。在小学六年级时申请了TSC，并获得了卓越奖。以写真集“ BABY KISS”出道，和深田恭子、酒井彩名同期出道。
她开始的目标是成为一名女演员。但当她发现自己的胸部发育，增加了在凹版雜誌，照片收藏和录像方面的工作，在15岁时被选为2000年富士電視台視覺女王。她在四种青年漫画周刊（“週刊YOUNG_JUMP”、“Big Comic Spirits”、“週刊Young_Sunday”、“週刊Young Magazine”）作为封面人物。2019年5月离开了冬青社，2019年8月之后成为Pinups藝術家有限公司的成员。

## 出演

### 电视剧
- P.S.元気です、俊平 第7集和第8集（1999年8月5日和12日，TBS）-久野布由子
- 黑暗法师〜眼〜（2004，东京电视台）-須田薫
- 幪面超人劍 28-31集（2004，朝日电视台）-三輪夏美（配音员）
- ヤ・ク・ソ・ク（2005年6月24日至今，每日广播制作，TBS）-井手志保
- 花样男子第7集（2005年12月2日，TBS）-美佳
- 垃圾律师 第2集（TBS，2006年4月20日）-古泽真琴
- 劇团演技者。“情报”（2006年6月27日至7月25日，富士电视台）-モモちゃん
- PS羅生門-警視庁東部署- 第3集（朝日电视台，2006年7月19日）-海老名ともみ
- 熟男不结婚第9集（2006年8月29日，关西电视台制作，富士电视台）-长泽由纪
- 樱2号（2006年10月28日至12月16日，ABC等）-主演 藤崎樱花/樱花2号
- 时效警察第3集（旭电视台2007年4月27日）- 蘭
- 我以为我会死 案例6“入侵”（2007年5月12日，日本电视台）
- 周六黄金剧（TBS）
- 占い師みすず2〜事件は運命の彼方に（2007年5月21日）-合田里美
- 赤かぶ検事奮戦記2 悪女の証言（2010年10月18日）-小岛美幸
- 湯けむりバスツアー 桜庭さやかの事件簿4（2012年2月6日）-津久井玲子
- 绿川警察署4，绿川警察署VS 33分钟的勇气（2012年12月17日）-速水千夏
- 星期六大剧场（朝日电视台）
  - 西村恭太郎旅行之谜48（2007年5月26日）-加藤敬子
  - 法医学教室の事件ファイル33（2011年6月11日）
  - 再捜査刑事・片岡悠介3（2012年3月24日）-兵藤瑠璃子
  - 司法教官・穂高美子2（2012年9月1日）-北原香织
  - 西村恭太郎旅行之谜59（2013年1月5日）-村上洋子
  - 神秘作家六波羅一輝的推理3（2013年9月14日）-喜屋武まりね
  - 棟居刑事の『夜の虹』7（2014年2月8日）- 黒瀬七波
  - 西村京太郎サスペンス　鉄道捜査官14（2014年5月3日）-石川宏美
  - 人类学家三木久美子的谋杀鉴定5（2014年11月8日）-最上まゆみ
  - 私は代行屋!3 事件推理請負人（2014年11月15日）-雪奈
  - 法证学校案例档案 41（2015年11月28日）-町田美穗
  - 検事・朝日奈耀子18（2016年11月12日）-木島春香
- 30沒戀人第1-6集（2007年7月5日-TBS 8月9日）-山下绘里
- 黒い太陽'07スペシャル（2007年9月21日，朝日电视台）-Rie
- 京都检查妇女第4辑（2007年10月25日至12月20日，朝日电视台）-柿口可久子
- 手機搜查官7（2008年4月2日至2009年3月18日，东京电视台）-麻野瞳子
- 闪闪发亮（2008，朝日电视台）-京香
- 正月時代剧SP 陽炎の辻〜居眠り磐音 江戸双紙〜 「夢の通い路」（2009年1月3日，NHK）-おはつ
- リセット第7集（2009年2月26日，读卖电视台）-白井美咲
- 假面騎士Decade（2009，朝日电视台）-三輪春香（配音员）
- 水户黄門 第40部第1集-第3集（2009年7月27日-8月10日，TBS）-お千代
- 科捜研之女“另一个嫌疑犯！被诅咒的电影的秘密”第8集（2009年8月27日，朝日电视台）-時任由美
- 25分钟我的第一部电视剧「5Q」（2009年12月22日，NHK BShi）
- 853〜刑事・加茂伸之介 第二集（2010年1月21日，朝日电视台）-麻生ゆかり
- 隐密八百八町 第5集和第6集（2011年2月5日·12日，NHK）-お美根の方
- 四つ葉神社ウラ稼業 失恋保険〜告らせ屋〜第8集（2011年5月26日，读卖电视台）-北村真理
- 新警視廳搜查一課9係 第3季（第6辑）第2集（2011年7月13日，朝日电视台）-木村麻衣
- 名侦探柯南〜致工藤新一的挑战书第6集（2011年8月11日，读卖电视台）-樱井響子
- 星期三神秘劇9（东京电视台）
  - 刑事吉永誠一 涙の事件簿8（2011年10月12日）-新海由美
  - 多摩南署たたき上げ刑事・近松丙吉9（2012年1月25日）-久木眉美
  - 西村京太郎サスペンス トラベルライター青木亜木子（2013年2月20日）-岛崎由香
  - 浅草下町通交番 子連れ巡査の捜査日誌（2013年7月24日）-北見麻里子
  - マトリの女 厚生労働省 麻薬取締官（2014年2月19日）-宮坂のぞみ
  - 残り火（2014年10月29日）- 香月由紀菜
  - 警視庁強行犯係・樋口顕（2015年2月25日）-南田麻里
- 秘密諜報員 エリカ第4集（2011年10月27日，读卖电视台）-吉川由香
- デカ 黒川鈴木 第9集（2012年3月1日，读卖电视）-一条みかげ
- 必殺仕事人2013（2013年 2月17日，ABC制作，朝日电视台）-おみつ
- 背心战士（2013年4月25日-6月20日，毎日放送制作、TBS系）-稲見麗
- 杀人女王蜂 第2集（2013年10月11日，东京电视台）-幸
- 雲霧仁左衛門 第5集和第6集（2013年11月1日至8日，NHK BS Premium）-おきね
- 相棒第12季第9集「かもめが死んだ日」（2013年12月11日，朝日电视台）-小西皆子
- 科捜研の女 スペシャル（朝日电视台2013年12月25日）-岩井穂乃香
- TEAM_-警視廳特別犯罪搜查本部-第1集（2014年4月16日，朝日电视台）-越坂奈月
- 最后的医生-秋田县的死亡报告-最后1集（2014年9月12日，东京电视台）-加藤由纪
- 渔夫布鲁斯第3集“樱台的秘密”（朝日电视台，2014年12月27日）-大吾さくら
- 京都人类调查文件第1集（2015年4月30日，朝日电视台）-香山瑠未
- 神谷玄次郎捕物控2 最后1集（2015年5月22日，NHK BS Premium）-おたき
- 警視庁・捜査一課長 第10集（2016年6月16日，朝日电视台）-川濑千佳
- 偶像×戰士_奇蹟之音！（2017年4月2日-2018年3月25日，东京电视台）-一ノ瀬ミキ
- 星期五晚间电视剧《假日之恋》（2018年1月26日至3月16日，朝日电视台）-橘亚沙美
- 连续电视剧J《傳聞中的女人》（2018年4月28日，日本BS）-秋山早紀
- Sunday Prime 全身刑事（2020年2月2日，朝日电视台）-圆城萌惠
- 特搜9 season4 第12話（2021年6月23日，朝日電視台）-古賀優子
- Last Man-全盲搜查官- 最終話（2023年6月25日，TBS）-「鶴之井」的老闆娘
- Do It Yourself!!（2023年7月5日 - ，MBS・TBS）-法華津治子

### 综艺节目
- Romihi（中京电视台制作，日本电视台系）
- たかじん胸いっぱい（关西电视台）准常驻
- ウッチャンナンチャンのウリナリ!!（日本电视台）
  - 女子柔道俱乐部
  - 新艺人社交舞蹈俱乐部“ 超星舞团 ”
  - 彩色卫兵部
- ロンブー龍 准常驻
- 안녕하십니까?韩国语课程（NHK）* 2003常驻
- ビーバップ!ハイヒール（ABC）准常驻
- 南パラZ!（关西电视台）准常驻
- 痛快!エブリデイ（关西电视台）*周三“旅行！周三”常驻
- 痛快TVスカッとジャパン（2017年11月6日，富士电视台）“覆盖坐骑的女人”

### 广播节目
- 人生ゲーム40周年プレゼンツ 八嶋智人と三津谷葉子の「こんな人だと思わなかった…」（TBS电台）

### 电影
- Seventh Anniversary（2003年11月22日，Suplex / Libero）–サヤカ
- 69 sixty nine（2004年7月10日，东映）-佐藤ユミ（安玛格丽特）
- TOKYO NOIR「Girl's Life」（2004年9月25日，KISS / 日本出版销售）
- 电影版假面骑士之剑MISSING ACE（2004年9月11日，东映）-三輪夏美（配音员）
- 太阳（2005）-主演
- Jam Films S “ Suit -suit-”（2005年1月15日，Phantom Film）
- 稻川淳二在你旁边的恐怖故事“二楼的仓库”（2005年2月26日）-主演
- 宇佐一雄恐怖剧院礼物（2005年7月2日，松竹）-高桥奈江
- Gurozuka（2005年10月22日，阿迪亚）-マキ
- 東京大學物語（2006年2月25日，SUPLEX / MF Box）-主演 水野遥
- クール・ディメンション（2006年7月1日）-主演 浅倉詩織
- 紀子の食卓（2006年9月23日，Argo Pictures）-みかん
- 素敵な夜、ボクにください（2007年2月24日，SPO / Progressive Pictures）-井上ミキ
- 約束の地に咲く花（2007年3月10日，MIRAI）-主演 望
- ITバブルと寝た女たち（2007年6月9日，Artport）-主演 牧田碧
- Sunshine Days（2008年5月31日）-金子詠美
- ひゃくはち（2008年8月9日，幻影电影）-亜紀
- 明日やること ゴミ出し 愛想笑い 恋愛。（2010年8月1日，吉本興業）
- 縁-enishi-（2011年5月8日，縁-enishi-製作委員会）-シオン
- 晴れのち晴れ、ときどき晴れ（2013年11月23日，裸露）
- 爱的漩涡（2014年3月1日，KLOCKWORX）-OL
- 欲動（2014年11月22日，太秦）- 主演・ユリ
- 黒い乙女Q（2019年5月31日，AMG Entertainment）
- 黒い乙女A（2019年8月16日，AMG Entertainment）

### 舞台
- 「BOYS BE…ALIVE TRY AGAIN」（2000年4月，博品館劇場）-每日嘉宾
- 「さよならの贈り物」（2004年12月）
- 「日の丸レストラン（改）」（2005年9月）-主演
- ストレイドッグ公演「心は孤独なアトム」（2010年1月，代官山剧院）
- オフィスインベーダープロデュース「100LIFE ワンハンドレッドライフ」（2010年4月23日-25日，前進座劇場）

### DVD电视剧
- 園子温Fanta Jia“ No Memory Woman”（2003）-主演
- キャバギョ!〜キャバクラ嬢行政書士の事件簿（2007年1月17日，愛貝克思娛樂）-美香
- ドリフト SPECIAL〜Beauty Battle〜（2007）-香川亮子

### 配信
- Cook Me Softley（2004年12月2日，NET CINEMA.TV）
- サイバー犯罪事件簿3〜NET SPY〜（2007年3月20日- 警察频道）- 主演
- 想いを、あなたに（2007年7月13日，Drimax M DRIVE）
- メタル侍（2007年9月-，東映京都 /哥伦比亚音乐公司）
- I LOVE YOU「透明ポーラーベア」（2013年7月18日 - UULA） - 芽衣子

### CM /广告
- 嘉娜宝Home Products天真
- JT 桃の天然水
- 日本麦当劳 Week Smile /平日半价
- 奥林巴斯 CAMEDIA新聞广告
- 乐天 ACUO “圣诞节版”（2007年）

### PV
- 遊助「いちょう」（2009年）

### 相册
- Pure girl duo（1998年4月，Horipro，撮影：MasashigeOgata）ISBN 978-4594024796-与奈良沙緒里合作
- Zinnia（1998年10月、英知出版、撮影：塚田和徳）ISBN 4754211987
- VACATION(WANI COMING UP COLLECTIONS)（1999年10月，鳄鱼书籍，撮影：根本好伸）ISBN 4-8470-2549-0
- Dear（2000年11月，鳄鱼书籍，撮影：西田幸樹）ISBN 4-8470-2587-3
- ミックスジュース(集英社ムック)（2001年8月、集英社）ISBN 978-4081020362-与宮地真緒合作
- 思春記（2001年12月14日、集英社、撮影：上野勇）ISBN 4-08-780344-9
- mystery（2003年8月2日、竹書房、撮影：平地勲）ISBN 4-8124-1282-X
- ラブホMYLOVE(Bamboo Mook)（2004年1月、竹書房）ISBN 4-8124-1495-4
- すきんしっぷ(2004年4月、彩文館出版、撮影：斉木弘吉）ISBN 4-7756-0035-4
- on the way（2004年9月22日，鳄鱼书籍，撮影：橋本雅司）ISBN 4-8470-2820-1
- 月刊 三津谷葉子(SHINCHO MOOK 65)（2005年1月、新潮社、撮影：藤代冥砂）ISBN 4-10-790137-8
- Y（2007年3月，鳄鱼书籍，撮影：根本好伸）ISBN 4-8470-2999-2
- 27+3（2012年8月，鳄鱼书籍，撮影：薮田修身）ISBN 978-4-8470-4477-9

### 影片/ DVD
- Pure Girl 「Duo」（1998年4月，小马峡谷）
- ようこのくに（1999年4月，英知出版）
- mai-go（2000年2月，小马峡谷）
- Final Beauty 三津谷葉子（2000年6月，竹書房）
- Visual Queen of the Year2000〜SUMMER HOLIDAY（2000年7月，小马峡谷）
- mixjuice（2001年8月，Pioneer LDC）
- Seventeen's Map（2001年12月，TDK核心）
- AQUATIC（2002年10月，线路通信）
- on the roof（2003年8月，小马峡谷）
- Su・Ha・Da（2003年11月，Fourside.com）
- キラキラ（2004年3月，Enet Frontier）
- 夢色の風 〜葉月の想ひで〜 （2004年9月，GLAMORA HOUSE）
- 月刊 三津谷葉子（2005年2月，Enet Frontier）
- Only One Room （2005年5月，GP博物馆）
- siesta（2005年7月，Enet Frontier）
- 网络犯罪事件簿III〜NET SPY〜（警察協会）
- メタル侍（哥伦比亚音乐娱乐公司） - おみつ

## 外部連結
- プロフィール （页面存档备份，存于）
  - ホリ・エージェンシー所属時の公式プロフィール，存于
- 三津谷葉子オフィシャルブログ「three leaf happy life」 （页面存档备份，存于）（2010年12月25日 - ）
  - 三津谷葉子のオトシゴロ宣言！？，存于 （ - 2010年12月24日）
- タレントデータバンク 三津谷葉子インタビュー （页面存档备份，存于）
- 三津谷葉子的Instagram帳戶